# フランク・メンツァー
ジェイコブ・フランクリン・"フランク"・メンツァー3世（Jacob Franklin "Frank" Mentzer III、1950年誕生）は、アメリカのファンタジー作家、ゲームデザイナーであり、彼の業績で最もよく知られているのはダンジョンズ&ドラゴンズ（D&D）ファンタジー・ロールプレイングゲームの初期の作品群におけるものである。
彼は1968年から1975年まではフォーク・ミュージシャンであり、リチャード・ニクソン政権時にホワイトハウスでコンサートを1回行っている。彼は1980年から1986年までTSR社の従業員であり、その間の一部は取締役会長ゲイリー・ガイギャックスのクリエイティブ・アドバイザーであった。彼はまた、TSR時代にロール・プレイング・ゲーム・アソシエーション（RPGA）を設立した。彼は1983年から、Gen Conゲームフェアにおける世界最大のゲームオークションに密接な関係を持っており、ファミリーボードゲームとロールプレイングゲームの専門家（かつ一流のコレクター）である。ガイギャックスが1985年の末にTSRを追われた後、メンツァーは同様にTSRを辞め、ガイギャックスがNew Infinities Productions社（NIPI）を起ち上げるのを手伝った。このベンチャーが失敗した時、メンツァーはゲーム業界を去り、ついにはパン屋の経営者となった。
2008年、彼はこの事業を廃業し、その2年後、新出版社であるEldritch Enterprisesの創立共同経営者としてゲーム業界に戻ることを発表した。

## 若年期
フランク・メンツァーはフィラデルフィアの郊外で生まれ、2人兄妹の兄であった（妹はスーザン・メンツァー）。高校時代、フォークミュージックの演奏を始め、16歳の時、フィラデルフィアの繁華街にある自由の鐘と独立記念館のためのビジターセンターの開館式で、フォークミュージックのコンサートで初めての有給となる演奏をした。高校卒業の直後、国立公園局（NPS）で働いていた彼の父親は、キャトクティン山岳公園で勤務するためにメリーランド州に家族で引っ越しをした。メンツァーは自分のフォークミュージックの経歴を積むことに関心を持っており、父親の助言でNPSに連絡を取り、様々なNPSの会場でコンサートを行う手配を整えることができた。1972年に彼は、ホワイトハウスの庭で行われた都心部の子供達のための公開コンサートで演奏するためにNPSに雇われた。コンサート中のある時点で、パット・ニクソンが全国ニュースの取材班を引き連れて演奏を聴きに来たため、「天使のハンマー」を歌っているメンツァーの映像がその晩の全国ニュース放送で流された。メンツァーはフィラデルフィア地区に戻り、1970年代の短期間、ピンボール・ゲームセンターの支配人として働いた。

## TSR社
1970年代半ば、メンツァーと友人は新しいロールプレイングゲームであるダンジョンズ&ドラゴンズで遊ぶことをおぼえ、1週間に数回集まって遊ぶ8～12人のプレイヤー集団に加わった。1979年、D&Dを出版した会社であるTSRはデザイナーと編集者の求人広告を出した。メンツァーには編集あるいはデザインの経験がなかったため最初は無関心であったが、仲間のプレイヤーであるデイヴィッド・アクラーが応募するようにしきりに促すため、メンツァーも最後には折れた。TSRとの電話面接の後に、メンツァーは編集職として雇われ、1980年1月にメンツァーはウィスコンシン州レイク・ジェニーバに移った。   
TSRに加わった直後に彼は、D&Dの総合的に見て最良のダンジョンマスターを選出するコンテストであるTSRの第1回「DM招待会」に招待された。1980年のGen Conにて、メンツァーが受賞者であることが発表され、銀杯と会社の金竜の鎖が授与された。TSRのマイク・カーは、TSRが後援するD&Dのファンクラブの発足を考えていた。メンツァーがDM招待会で勝利を収めてから程なく、カーはその仕事を引き受けるよう、彼に話を持ちかけた。メンツァーは何らかのグループを組織することに同意したが、単純な「ファンクラブ」よりむしろ、特にコンベンションにおけるD&Dイベントの間に採点することにより、より質の高いロールプレイングを奨励することに関心を持っていた。メンツァーがそのシステムを作ったばかりの時、卓で黙っていたプレイヤーが得をして、結果的に良いロールプレイヤーに罰を与えていると感じた。彼は、ダンジョンマスターとプレイヤー全員がその卓で誰が最も良いロールプレイヤーであったかを票決する採点方式を産み出した。これで環境が整い、メンツァーは、質の高いロールプレイングを促進し、ロールプレイングゲームのファン達がお互いに会合してゲームを楽しめる組織である、RPGAを結成した。メンツァーは彼の自前のキャンペーン・セッティングである「アクアリア」を題材にした4つのRPGAトーナメント冒険を執筆した。メンツァーは、それらがゲイリー・ガイギャックスのグレイホーク世界セッティングの一部、オアース上のフラネス以外のどこかで新たな「アクア=オアリディアン」キャンペーン・セットの最初の部分になることを想定していた。
1983年にメンツァーはGen Conのゲーム製品オークションに関与するようになり、今や世界最大のゲーム・オークションと呼ばれるそれと、現在まで毎年関与してきた。  
メンツァーは間もなくTSRのクリエイティブ・ディレクターに昇進し、そして彼が与えられた仕事の1つが、アドバンスト・ダンジョンズ&ドラゴンズ（AD&D）のために特に開発されたあらゆるルール、モンスター、その他の素材を使用せずに、様々なルールをそろえて改訂し、ベーシックD&Dのために調整するということであった。これはD&Dのベーシック（1983年）、エキスパート（1984年）、コンパニオン（1984年）、マスター（1985年）、イモータル（1986年）ボックス・セットに結実した（まとめてBECMIとして知られる）。これらは最終的に11ヶ国語に翻訳され、世界中で数百万部が販売された。
メンツァーによる他の作品は、IM-1 The Immortal Storm（1986年）、I-11 Needle（1987年）、アーサー・C・クラークの小説、2001年宇宙の旅に基づいたゲームであるStar Frontiersの冒険モジュールが1つである。Gen Conのゲーム・オークションの仕事を契機として、メンツァーはゲームの記念グッズ市場に興味を持つようになり、その時点のゲームの市場価格を簡潔にまとめたThe Game Buyers' Price Guide 1986 を出版した。
彼はまたゲイリー・ガイギャックスと親密に仕事をし、冒険モジュールT1-4 The Temple of Elemental Evil（1985年）と、AC4 The Book of Marvelous Magic（1985年）を共同執筆した。

## New Infinities Productions社
1985年後半、ゲイリー・ガイギャックスとロレイン・ウィリアムズはTSRの経営権獲得を競い、結果的にガイギャックスはTSRを追放された。メンツァーはガイギャックスのそばで6年間共に仕事をしており、D&Dの方向性に関する理念を共有するに至っていたため、ウィリアムズのために働くことをよしとせず、1986年にTSRを辞職した。 
ガイギャックスはロールプレイング市場に新たな製品を送り出すために、すぐにNew Infinities Productions社（NIPI）を創立し、メンツァーは設計役員として参加した。メンツァーは、ガイギャックスとキム・モハンと共にクリエイティブ委員会を結成した。
この会社の最初の製品は、サイエンス・フィクションをテーマにしたCyborg Commandoで、メンツァーとガイギャックスに共同執筆され、1987年に出版された。次の計画は、「Dangerous Journeys」という名の、多くのジャンルに及ぶ新たなファンタジー・ロールプレイングゲームであった（これは本来Dangerous Dimensionsという名であったが、略号のDDが「D&D」にあまりにも類似している、というTSR社からの訴訟圧力に応じて、Dangerous Journeysに変更された）。この製品がゲームデザイナーズ・ワークショップから発売された時、TSRは直ちに著作権侵害で告訴した。この訴訟は、TSRがDangerous Journeysシステムの全権利をNew Infinitiesから買い取り、この計画を永久に棚上げするという形で、最終的に和解された。これがNIPIを崩壊に導き、メンツァーはゲーム業界から去ることを決心した。

## ゲーム業界撤退後の生活
その後数年間、ポール・カミカワとの共著、Cooking Without Fire（1992年）、Origins Award-winning Game Master Secrets第2巻（Grey Ghost Press、2003年）の一部である「Trust at the Gaming Table」など少々の執筆活動を行った。彼はまた、ゲームのコレクター、そしてオークションにおけるそれらの価値の専門家となった。
2000年に彼と彼の2番目の妻であるデビーはウィスコンシン州ミノクアに移り、メンツァーが経営者、妻がパン焼き職人であるパン屋を開業した。この事業は最終的に3店舗にまで拡大した。しかしながら、パン屋の経営には多大な手間がかかり、2008年に彼らの人生への新たな需要に直面し、メンツァー夫妻は彼らのパン屋を閉め、イリノイ州ロックフォードに移ることを決めた。

## ゲームデザイン市場への復帰
2010年11月、ティム・カスクはKCゲームフェアにおいて、彼、フランク・メンツァー、ジム・ウォード、クリス・クラークが、彼らの執筆する新たなロールプレイングゲームの作成と様々な一般的な作品を出版するために、既に共同経営者としてEldritch Enterprisesを創立した、と発表した。